# Дъбен
Дъбен е село в Северна България. То се намира в община Луковит, област Ловеч.

## История
Към 1893 година в селото са живели 5 помаци, а според данни от 1881 година броят им достига 447.

## Население
Численост и дял на етническите групи според преброяването на населението през 2011 г.:
|                     | Численост | Дял (в %) |
| Общо                | 134       | 100,00    |
| Българи             | 130       | 97,01     |
| Турци               | 0         | 0,00      |
| Цигани              | 0         | 0,00      |
| Други               | 0         | 0,00      |
| Не се самоопределят | 0         | 0,00      |
| Неотговорили        | 2         | 1,49      |